# Philonthus addendus
Philonthus addendus är en skalbaggsart som beskrevs av Sharp 1867. Philonthus addendus ingår i släktet Philonthus, och familjen kortvingar. Arten är reproducerande i Sverige.